# Cazilhac (Aude)
Cazilhac – miejscowość i gmina we Francji, w regionie Oksytania, w departamencie Aude.
Według danych na rok 1990 gminę zamieszkiwały 1384 osoby, a gęstość zaludnienia wynosiła 361 osób/km² (wśród 1545 gmin Langwedocji-Roussillon Cazilhac plasuje się na 267. miejscu pod względem liczby ludności, natomiast pod względem powierzchni na miejscu 1057.).